# Roncus narentae
Espèce
Roncus narentae est une espèce de pseudoscorpions de la famille des Neobisiidae.

## Distribution
Cette espèce est endémique de Croatie. Elle se rencontre à Vidonje dans la grotte Šolkina Jama.

## Description
Les femelles mesurent de 4,04 à 4,11 mm.

## Publication originale
- Dimitrijević & Rađa, 2009 : On two new pseudoscorpions (Pseudoscorpiones, Arachnida) from Dalmatia (Croatia). Papers dedicated to Prof. Dr. Božidar Ćurčić. Advances in Arachnology and Developmental Biology Monographs, vol. 12, p. 259-266.